# Benazepryl

Benazeprylat – aktywny metabolit benazeprylu

Benazepryl – lek z grupy inhibitorów konwertazy angiotensyny stosowany głównie w terapii nadciśnienia tętniczego. Jest prolekiem, jego aktywną formą jest benazeprylat.

## Mechanizm działania
Benazepryl powoduje zahamowanie działania konwertazy angiotensyny i w efekcie zmniejszenie stężenia angiotensyny II. Końcowym efektem jest spadek ciśnienia tętniczego.
Działanie leku utrzymuje się przez 24 godziny. Pełny efekt hipotensyjny osiąga się po 2-3 tygodniach stosowania.

## Wskazania
W Polsce lek jest zarejestrowany w terapii nadciśnienia tętniczego (zarówno w monoterapii, jak i w leczeniu skojarzonym) oraz zastoinowej niewydolności serca. Dodatkowo w dawce 10 mg może być stosowany w leczeniu przewlekłej niewydolności nerek (klirens kreatyniny 30 – 60 ml/min).
W weterynarii lek jest stosowany w terapii zastoinowej niewydolności serca u psów oraz przewlekłej niewydolności nerek u kotów.

## Dawkowanie
Dawka początkowa wynosi: 2,5 mg/d (przy niewydolności serca), 5 mg/d (klirens kreatyniny < 30 ml/min) lub 10 mg/d (nadciśnienie tętnicze). Dawką maksymalną jest 40 mg/d w jednej lub dwóch dawkach (10 mg/d przy klirensie kreatyniny < 30 ml/min). Na rynku dostępne są dawki 5 mg, 10 mg i 20 mg.

## Preparaty
W Polsce lek jest dostępny pod nazwą handlową Lotensin (Meda AB) lub Lisonid (Actavis Polska). Jako preparat złożony w połączeniu z hydrochlorotiazydem – Lotensin HCT (w tej postaci zarejestrowany jest tylko w leczeniu nadciśnienia tętniczego).